# Вернон-Гіллс (Іллінойс)
Вернон-Гіллс (англ. Vernon Hills) — селище (англ. village) в США, в окрузі Лейк штату Іллінойс. Населення — 26 850 осіб (2020).

## Географія
Вернон-Гіллс розташований за координатами 42°14′4″ пн. ш. 87°57′40″ зх. д. / 42.23444° пн. ш. 87.96111° зх. д. (42.234407, -87.961064).  За даними Бюро перепису населення США в 2010 році селище мало площу 20,50 км², з яких 19,96 км² — суходіл та 0,54 км² — водойми.

### Клімат
| Клімат : Вернон-Гіллс | Клімат : Вернон-Гіллс | Клімат : Вернон-Гіллс | Клімат : Вернон-Гіллс | Клімат : Вернон-Гіллс | Клімат : Вернон-Гіллс | Клімат : Вернон-Гіллс | Клімат : Вернон-Гіллс | Клімат : Вернон-Гіллс | Клімат : Вернон-Гіллс | Клімат : Вернон-Гіллс | Клімат : Вернон-Гіллс | Клімат : Вернон-Гіллс | Клімат : Вернон-Гіллс |
| Показник              | Січ.                  | Лют.                  | Бер.                  | Квіт.                 | Трав.                 | Черв.                 | Лип.                  | Серп.                 | Вер.                  | Жовт.                 | Лист.                 | Груд.                 | Рік                   |
| Середній максимум, °C | 0,0                   | 2,2                   | 7,2                   | 13,9                  | 20,0                  | 25,6                  | 28,3                  | 27,2                  | 23,3                  | 16,7                  | 9,4                   | 2,2                   | 14,7                  |
| Середній мінімум, °C  | −8,9                  | −7,2                  | −2,2                  | 3,3                   | 8,3                   | 13,9                  | 17,2                  | 16,7                  | 12,2                  | 5,6                   | 0,6                   | −6,7                  | 2,7                   |
| --------------------- | --------------------- | --------------------- | --------------------- | --------------------- | --------------------- | --------------------- | --------------------- | --------------------- | --------------------- | --------------------- | --------------------- | --------------------- | --------------------- |
| Джерело:              |                       |                       |                       |                       |                       |                       |                       |                       |                       |                       |                       |                       |                       |

## Демографія
Згідно з переписом 2010 року, у селищі мешкало 25 113 осіб у 9517 домогосподарствах у складі 6718 родин. Густота населення становила 1225 осіб/км².  Було 9956 помешкань (486/км²).
Расовий склад населення:
| - 71,4 % — білих - 19,3 % — азіатів - 2,2 % — чорних або афроамериканців - 0,2 % — корінних американців - 4,8 % — осіб інших рас |

До двох чи більше рас належало 2,1 %. Частка іспаномовних становила 11,4 % від усіх жителів.
За віковим діапазоном населення розподілялося таким чином: 26,8 % — особи молодші 18 років, 63,9 % — особи у віці 18—64 років, 9,3 % — особи у віці 65 років та старші. Медіана віку мешканця становила 38,5 року. На 100 осіб жіночої статі у селищі припадало 92,2 чоловіків;  на 100 жінок у віці від 18 років та старших — 89,1 чоловіків також старших 18 років.
Середній дохід на одне домашнє господарство  становив 117 827 доларів США (медіана — 92 201), а середній дохід на одну сім'ю — 135 681 долар (медіана — 110 037). Медіана доходів становила 76 908 доларів для чоловіків та 59 541 долар для жінок. За межею бідності перебувало 4,2 % осіб, у тому числі 3,9 % дітей у віці до 18 років та 8,2 % осіб у віці 65 років та старших.
Цивільне працевлаштоване населення становило 13 435 осіб. Основні галузі зайнятості: освіта, охорона здоров'я та соціальна допомога — 19,1 %, науковці, спеціалісти, менеджери — 15,0 %, виробництво — 14,2 %.